# Georges Perino
Pour les articles homonymes, voir Perino.
Georges Perino (né le 14 août 1902 à Bastia) est un entraîneur de football français. 
Il a notamment entraîné le Royal Sporting Club Anderlecht du 2 juin 1946 au 25 mai 1948. 
Le mentor français peut d'ailleurs réclamer la paternité du premier sacre de champion de Belgique en 1947 du club bruxellois.